# Irakische Regierung
Die Regierung des Irak ist seit 1958 eine republikanische Regierung und seit 2004 eine föderale Bundesregierung. 
Das Regierungssystem wechselte jedoch mehrmals zwischen Präsidialrepublik (1963–2003) und parlamentarischer Republik (1958–1963 sowie seit 2004), das Amt des Premierministers existierte zwischen 1968 und 1991 sowie zwischen 1994 und 2003 überhaupt nicht bzw. in dieser Zeit war der Präsident Staats- und Regierungschef zugleich.
Regierungsvorsteher
- Liste der Staatsoberhäupter des Irak einschließlich der Monarchie bis 1958
- Liste der Premierminister des Irak, Republik seit 1958

Regierungen und Kabinette
- Irakischer Regierungsrat, 2003 vom amerikanischen Zivilverwalter Paul Bremer eingesetzt und 2004 durch Beschluss seiner Mitglieder vorzeitig aufgelöst
- Übergangsregierung des Irak, 2004 bis 2005 unter der Leitung von Zivilverwalter Paul Bremer
- Irakische Regierung 2005, gewählte Regierung seit 2005
- Kabinett al-Abadi, gewählte Regierung von September 2014 bis Oktober 2018